# Császta hegy
A Császta hegy Edelény közelében található szőlőhegy. A Császta-szőlőhegy hagyományos bortermelőhely. A 18. században a falucska elnéptelenedett és nem települt újra. A határában 2 tó található, ami nem teljesen alkalmas horgászatra. A közelmúltban építettek egy kilátót oda, ahonnan be lehet látni az egész környéket.

## Fekvése
A Bódva jobb partján emelkednek az edelényi szőlőhegyek: a Császta, amely áll a Nagy-hegyből (a Danszka oldallal), a Középső- és az Alsó-hegyből. A Császtától délre, az erdő alján fekszik a Kis-Császta.

## A harangtorony
A császtai harangtorony harangjának újraszentelésére 2004-ben került sor.

## Rendezvények
Az Edelényi Hegyek Közössége Egyesület évek óta itt rendezi szeptemberben a Császtai Búcsút.